# كورديلة سوداء
كورديلة سوداء (الاسم العلمي:Cordylus niger) (بالإنجليزية: Black girdled lizard)‏ هي نوع من الحيوانات تتبع جنس الكورديلة من فصيلة الكورديلات.

## معرض صور

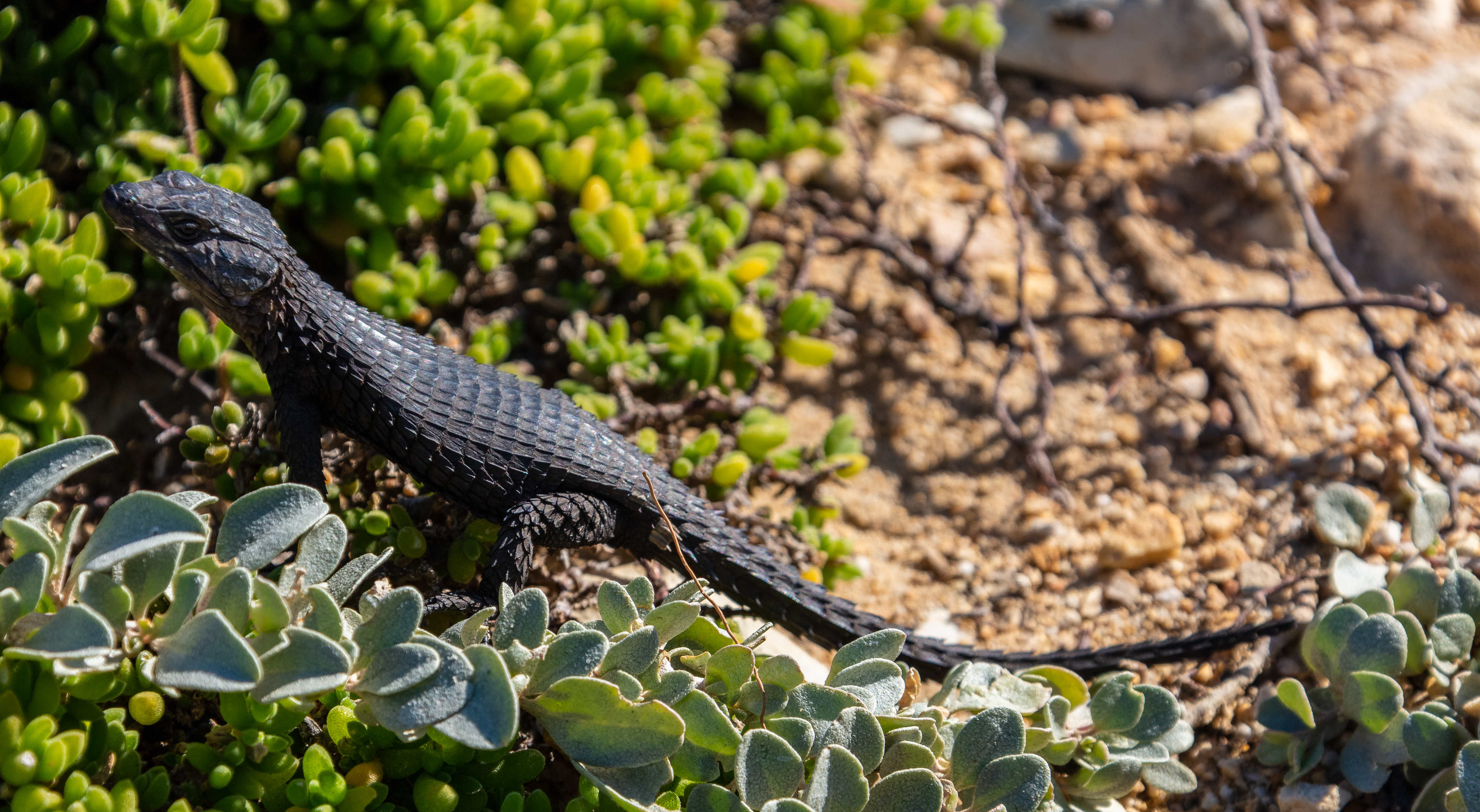
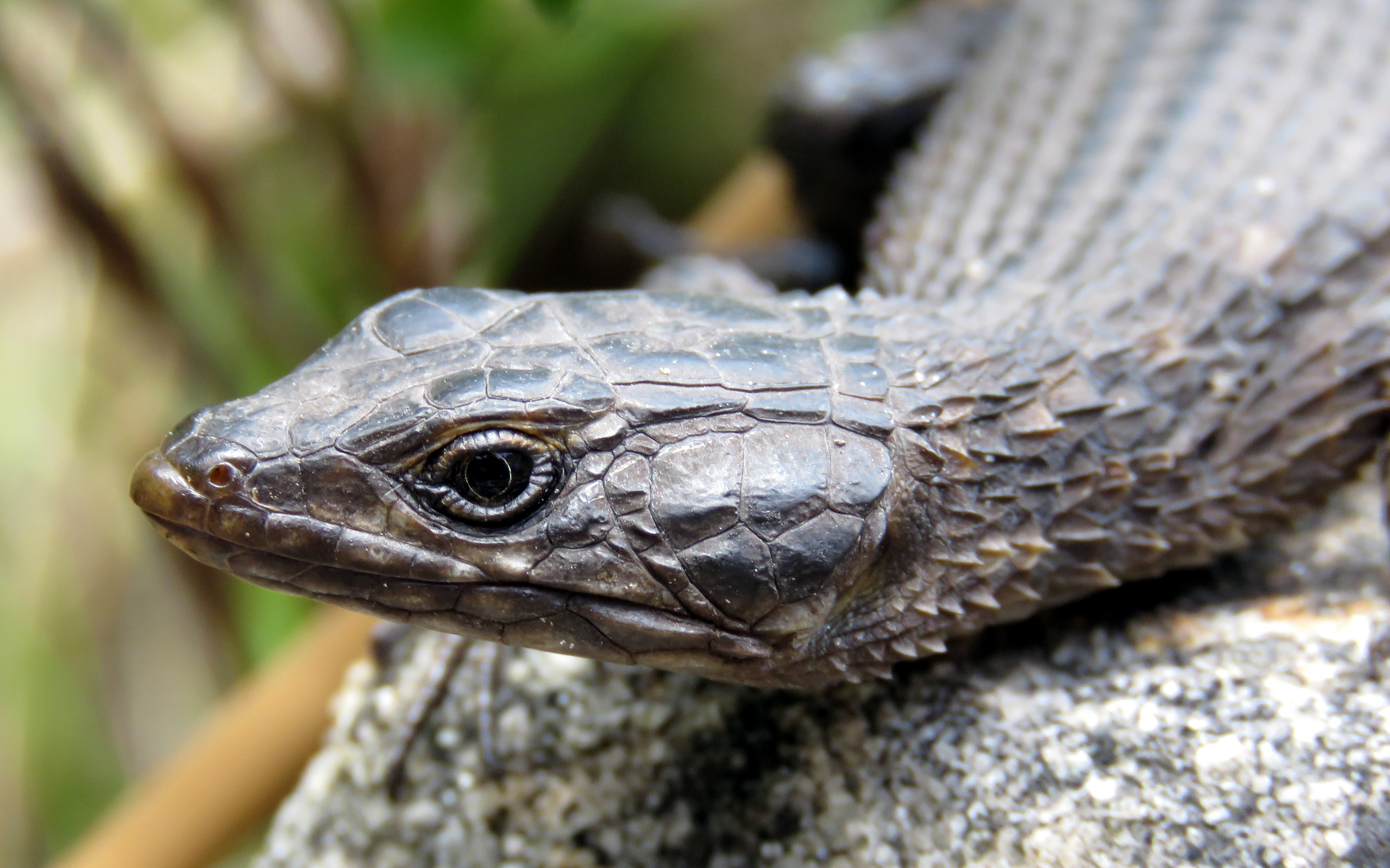
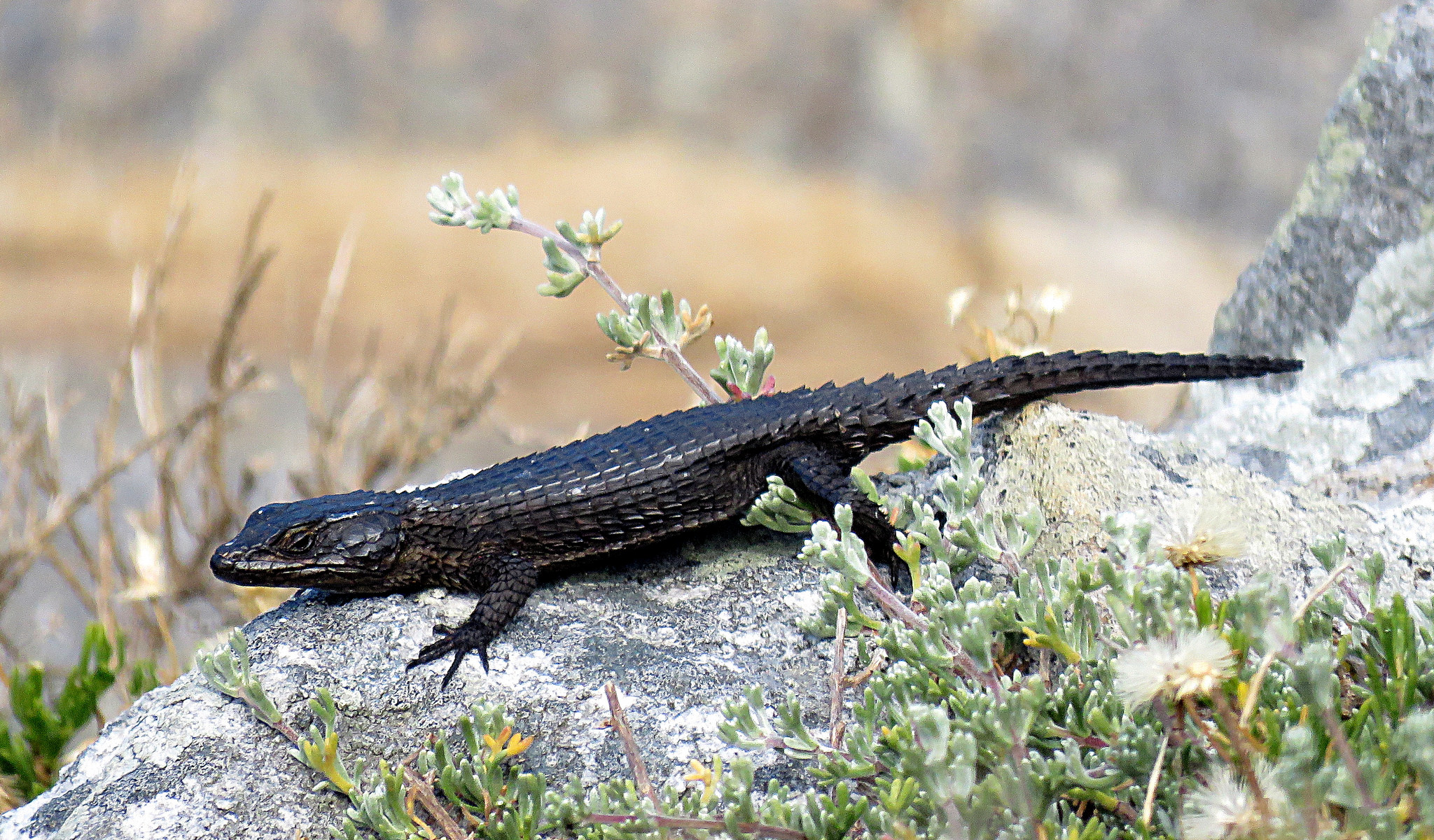